# Biserica Sf. Arhangheli din Mal

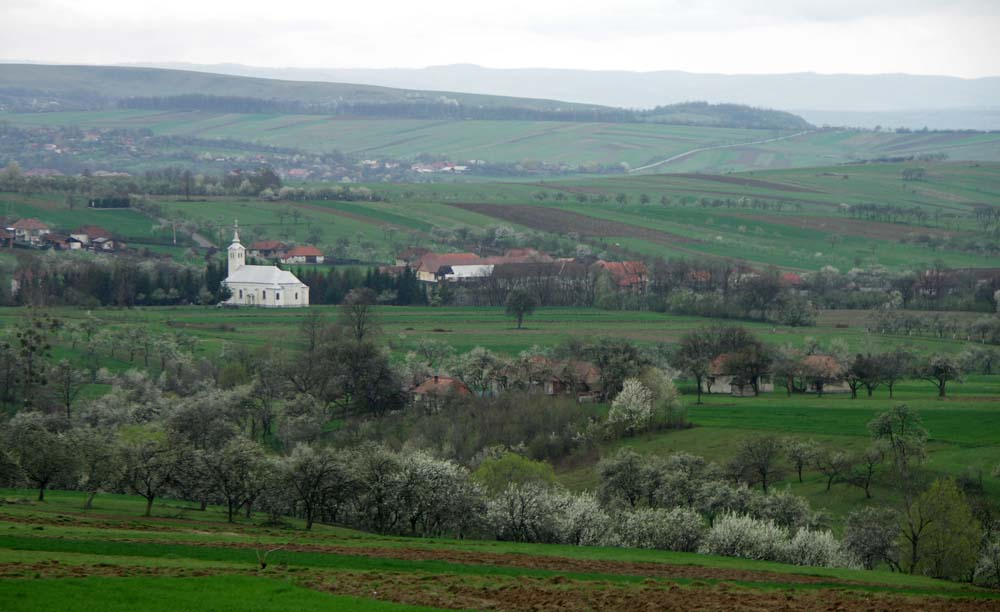
Biserica, o prezenţă semnificativă în Mal, 2008

Biserica din Mal, latura de nord, 2008

Interior, 2008

Biserica Sf. Arhangheli din Mal este lăcașul de cult al comunității ortodoxe de astăzi din satul Mal, Sălaj, însă a fost ridicată în jurul anului 1946, ca biserică greco-catolică.

## Istoric
Vechea biserică de lemn a ars în Săptămâna Mare a Paștelui din anul 1939. În locul ei s-a hotărât ridicarea alteia de zid. Slujba s-a ținut în căminul cultural al satului până la sfințirea celei noi.
Istoricul noii biserici este surprins în pisania de la intrarea în navă: "Ziditu-sa acest sfânt lăcaș cu hramul Sfinții Arhangheli Mihail și Gavril cu ajutorul lui Dumnezeu între anii 1947-1954, cu contribuția bunilor credincioși. Sfințirea s-a făcut la data de 25 septembrie 1966 de către P.S.Sa episcop Valerian Zaharia, preot fiind Gheorghe Achim. Lucrările de pictură în tehnica frescă s-au executat între anii 1997-1998 de către pictorul bisericesc Florian Buie din Arad, preot paroh fiind Gligor Mudure, din donația credincioșilor din Mal. Târnosirea bisericii s-a făcut de către dr. Ioan Mihălțan, episcopul Oradiei."

## Imagini

Pisania bisericii, 2008
Intrarea în biserică, 2008